# Alexandre Song
Alexandre Dimitri Song Billong  (* 9. září 1987, Douala, Kamerun), zkráceně znám jako Alex Song, je bývalý kamerunský fotbalista, který naposledy hrál jako defenzivní záložník v džibutském klubu Association Sportive d'Arta. V mládežnických kategoriích reprezentoval Francii a Kamerun, na seniorské úrovni oblékal reprezentační dres Kamerunu. Kariéru ukončil na podzim roku 2023.
Jeho příbuzným je bývalý kamerunský fotbalový reprezentant Rigobert Song.

## Reprezentační kariéra

### Francie
Odehrál několik zapasů za francouzskou mládežnickou reprezentaci U16.

### Kamerun
V A-týmu Kamerunu debutoval v roce 2005.

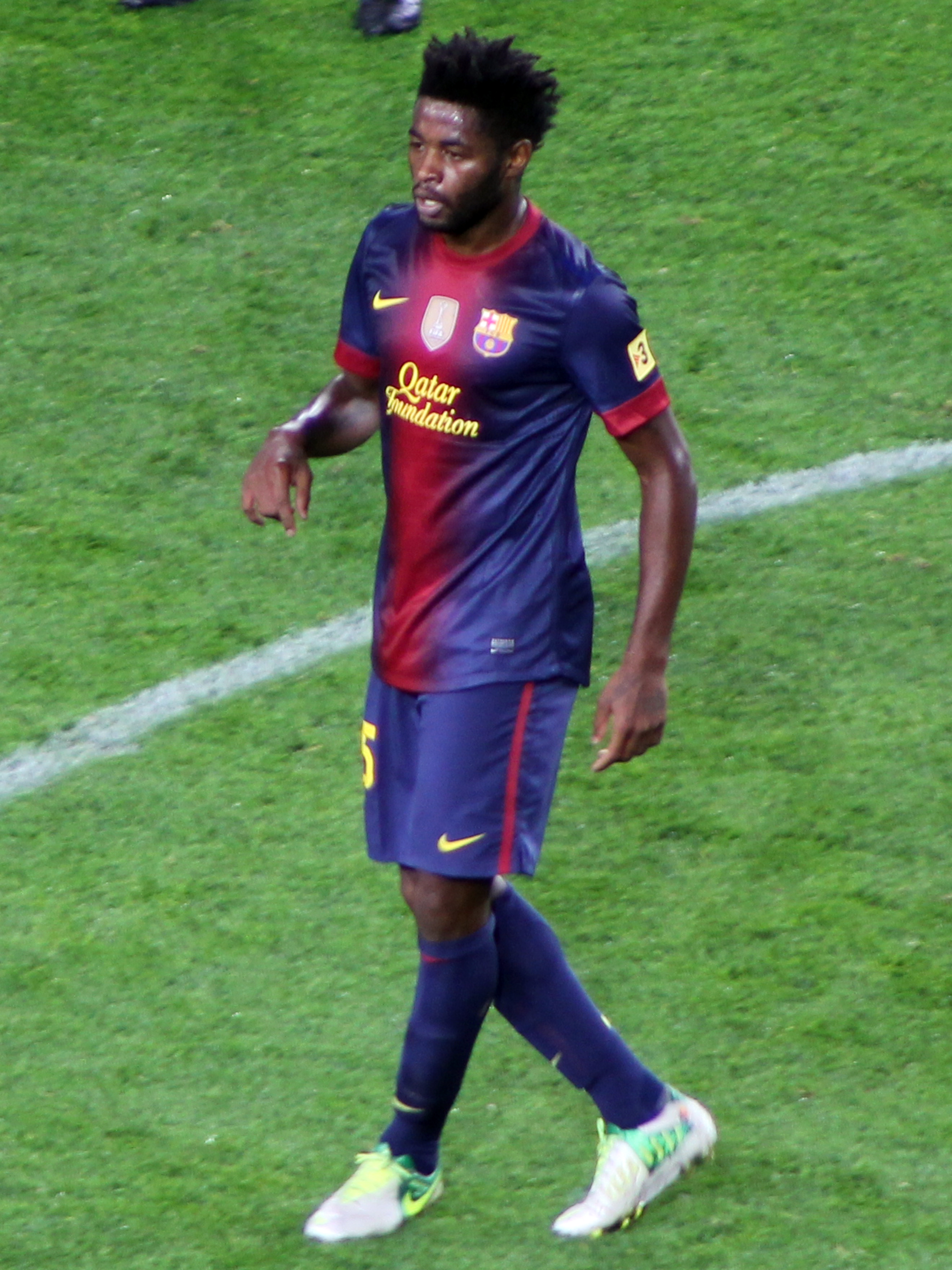
Alex Song v dresu Barcelony.